# Jacob Mikhailovich Gordin
Pour les articles homonymes, voir Gordin.
Jacob Mikhailovitch Gordin (1er mai 1853 - 11 juin 1909) est un auteur dramatique américain juif, d'origine ukrainienne, actif dans les premières années du théâtre yiddish. Il est connu pour avoir introduit le réalisme et le naturalisme dans le théâtre yiddish.